# Azaghar N'Irs (kommun)
Azaghar N Irs (franska: Azaghar N Irs (CR), Azaghar N Irs (Commune Rurale), arabiska: املو) är en kommun i Marocko.   Den ligger i provinsen Taroudannt och regionen Souss-Massa, i den centrala delen av landet, 400 km söder om huvudstaden Rabat. Antalet invånare är 5 605.